# 津幡北バイパス
津幡北バイパス（つばたきたバイパス）は、石川県河北郡津幡町刈安から同町舟橋に至る国道8号のバイパス道路である。

## 概要
- 事業名：一般国道8号 津幡北バイパス[1]
- 起点：石川県河北郡津幡町刈安[1][2][3]
- 終点：石川県河北郡津幡町舟橋[1][2][3]
- 延長：5.8 km[1][2][3]
- 道路規格：第3種第1級[4]
- 設計速度：80 km/h[4]
- 幅員：14.5 m（暫定時）[1]
- 車線数：暫定2車線（完成時4車線）[1][2][3]
- 事業費：約291億円（暫定時）[1]
- 道路管理者：国土交通省北陸地方整備局金沢河川国道事務所[3]

## 歴史
- 1984年（昭和59年）3月30日 - 都市計画決定[5]。
- 1984年度（昭和59年度） - 事業化[3][4][5]。
- 1986年度（昭和61年度） - 用地着手[5]。
- 1991年度（平成3年度） - 着工[3][5]。
- 1998年（平成10年）4月29日 - 津幡町津幡 - 同町庄間延長0.8 kmが供用開始（暫定2車線）[2][5]。
- 1999年（平成11年）3月31日 - 津幡町倉見 - 同町津幡間延長0.9 kmが供用開始（暫定2車線）[2][5]。
- 2006年（平成18年）3月25日 - 津幡町加茂 - 津幡町舟橋（舟橋JCT）間延長0.5 kmが供用開始（暫定2車線）[6]。
- 2007年（平成19年）3月17日 - 津幡町庄 - 同町加茂間延長1.7 kmが供用開始（暫定2車線）[7]。
- 2008年（平成20年）3月15日 - 津幡町刈安 - 同町倉見間延長1.9 kmが供用開始（暫定2車線）[3]、これに伴い全線暫定2車線で開通[3][8]。
- 2008年（平成20年）4月1日：津幡北バイパス全線開通に伴い、津幡バイパスの津幡町舟橋（舟橋JCT） - 金沢市今町（今町JCT）を国道8号に指定（国道159号・国道249号と重複）、津幡北バイパス・津幡バイパスに並行する現道の津幡町刈安（刈安北交差点） - 金沢市今町地先（今町JCT）を石川県道215号森本津幡線に変更し、石川県に移管[9]。

## 接続するバイパスの位置関係
（京都方面）金沢バイパス - 津幡バイパス - 津幡北バイパス - 俱利伽羅バイパス（新潟方面）

## 主な交差点
- 上側が起点側、下側が終点側。左側が上り側、右側が下り側。
- 交差する道路は、県道以上の道路および立体交差をするもしくは立体交差をする計画の道路。特記がないものは市町道。

| 交差する道路など                                          | 交差する道路など                      | 交差する場所  | 交差する場所         | 交差する場所          | 備考                                    |
| --------------------------------------------------------- | ------------------------------------- | ------------- | -------------------- | --------------------- | --------------------------------------- |
| 俱利伽羅バイパス 国道8号 高岡・富山方面                   |                                       |               |                      |                       |                                         |
| 石川県道215号森本津幡線 石川県道219号興津刈安線           | 石川県道219号興津刈安線               | 河北郡 津幡町 | 刈安IC（刈安高架橋） | 刈安北第一 刈安北第二 | 俱利伽羅駅方面                          |
| 石川県道218号莇谷津幡線                                   | 石川県道218号莇谷津幡線               | 河北郡 津幡町 | 倉見IC（倉見高架橋） |                       |                                         |
| 石川県道59号高松津幡線 <河北縦断道路>                     | 石川県道59号高松津幡線 <河北縦断道路> | 河北郡 津幡町 | 加茂IC（加茂高架橋） | 加茂第一 加茂第二     |                                         |
| 国道159号・国道249号 <津幡バイパス>                       |                                       | 河北郡 津幡町 | 舟橋JCT              |                       | 羽咋方面 舟橋ICへは羽咋方面ランプを経由 |
| 津幡バイパス 国道8号・国道159号・国道249号 金沢・小松方面 |                                       |               |                      |                       |                                         |